# Vorschickung
Die Vorschickung war eine nur im Nürnberger Patriziat seit dem 15. Jahrhundert verbreitete Rechtsform, mit der das Familiengut als Kondominium unter der Verwaltung des Familienältesten dauerhaft bewahrt werden sollte.

## Gegenstand
Die Nürnberger Patrizier hatten seit dem Spätmittelalter zahlreiche Stadthäuser und auch ländliche Grundherrschaften im Umland erworben. Da diese Besitze meist bald wieder verkauft wurden, waren manche Familien dazu übergegangen, sie in Familienstiftungen einzubringen (in Nürnberg „Vorschickung“ genannt), die meist von den Familienältesten administriert wurden und bei Aussterben der Familie von Administratoren aus verwandten Geschlechtern übernommen wurden. In diesen Fällen wechselt die Verwalterposition auf Lebenszeit auch manchmal zwischen zwei oder drei Familien.
Die Vorschickung wurde testamentarisch vereinbart und umfasste Nutzungsberechtigungen an Vermögen (namentlich an Grundbesitz), verbunden mit Wohnrechten an Herrensitzen und Stadthäusern. In der Regel war der älteste Erbe Verwalter und Nutznießer der Vorschickung. Diese diente oft auch der dauernden Sicherung von Kulturgut.
Bayern hob die Familienstiftungen 1808 auf, was zu zahlreichen Verkäufen führte. Später gelang es jedoch, die verbliebenen Stiftungsbesitze in der Form des Fideikommisses fortzuführen. Diese wiederum wurden 1919 abgeschafft. Erneut gelang einigen Stiftungen, in privatrechtlicher Form bis heute zu überdauern, wobei manchmal die jahrhundertealten Bestimmungen über die Verwaltung und Nutznießung bis heute gelten.

## Beispiele
- Auf zwei Vorschickungen des 15. Jahrhunderts ging die in die Verwaltung des Heilig-Geist-Spitals  gelangte Rieterstiftung zurück.

- Der Kaufmann Paulus II. Praun (1548–1616) nutzte das Rechtsinstrument der Vorschickung, um seine Kunstsammlung, das Praunsche Kabinett, zusammenzuhalten, die jedoch 1801 aufgelöst und verkauft wurde.

- Bis heute existieren Vorschickungen der Familien Tucher (Schlösser Simmelsdorf und Schoppershof) sowie Welser (Schloss Neunhof bei Lauf).

- Die Schlüsselfeldersche Familienstiftung der 1709 erloschenen Familie (der bis heute das Nassauer Haus in Nürnberg und das Schloss Kugelhammer gehören) wird im Wechsel von den Kreß und Volckamer administriert.

- Die Tetzelsche Familienstiftung besitzt seit 1612 das Tetzelschloss in Kirchensittenbach. Sie wurde zuerst von den Schlüsselfeldern administriert und wird seit 1709 bis heute von den Volckamer im Wechsel zunächst mit den Pfinzing († 1764), Behaim († 1942) und seit 1942 mit den Stromer verwaltet.

- Die Grundherr'sche Familienstiftung verwaltet seit 1857 den 1472 erworbenen Herrensitz Weiherhaus.

- Die Sigmund Freiherr von Hallersche Familienstiftung besitzt seit 1873 das Schloss Großgründlach, welches 1764 nach dem Aussterben der Pfinzing, die es seit 1616 besessen hatten, an die Haller von Hallerstein gefallen war.

- Erst im Jahr 2000 wurde die gemeinnützige Familienstiftung der Stromer mit dem Stiftungsgut Schloss Grünsberg gegründet.